# Una storia ambigua
Una storia ambigua è un film erotico del 1986 diretto da Mario Bianchi.

## Trama
La contessa Anna Guerrieri, ricca e provocante nobildonna, è sposata con Romano, importante gerarca fascista, molto ligio ai doveri di partito e per nulla a quelli coniugali, soffrendo di eiaculazione precoce. La donna decide così di cercare altrove quelle soddisfazioni negatele dalle carenti prestazioni sessuali del marito; e qui entra in scena Stefano, ingenuo e inesperto giovane nipote fresco di laurea, giunto dalla provincia in visita agli zii. Anna coinvolge il ragazzo in un ambiguo gioco erotico e, una volta appagate le sue voglie, gli dà il benservito. Stefano non ha neanche il tempo di riprendersi che la cugina Marisa gli confessa il suo amore: il giovane resta turbato e sconvolto da tanto desiderio al punto da decidere d'anticipare subito il proprio ritorno a casa.